# Eşref Koçak
Eşref Koçak (* 10. April 1990 in Meram) ist ein türkischer Fußballspieler.

## Karriere
Koçak begann 2002 in der Nachwuchsabteilung von Araplarspor und wechselte 2004 in die Nachwuchsabteilung von Konyaspor. 2010 wechselte er als Profispieler zum Drittligisten Çankırıspor und schaffte es hier auf Anhieb zum Stammspieler.
Nach drei Spielzeiten heuerte Koçak beim Ligarivalen Giresunspor an. Hier eroberte er sich phasenweise einen Stammplatz und absolvierte bis zum Saisonende 22 Ligaspiele. Mit Giresunspor beendete er die Saison 2013/14 als Meister der TFF 2. Lig und stieg in die TFF 1. Lig auf. Nach diesem Erfolg wechselte er im Sommer 2014 zum Viertligisten Derincespor.

## Erfolge
Mit Giresunspor
- Meister der TFF 2. Lig und Aufstieg in die TFF 1. Lig: 2013/14